# Cake Day (court métrage)
 (novembre 2020).
Pour plus de détails, voir Fiche technique et Distribution.
Cake Day est un court métrage canadien écrit et réalisé par Phillip Thomas, mettant en vedette Cameron Crosby, Steven Roberts, Joe Buffalo et Spencer Foley. 
Le film a été présenté en première mondiale le 11 mars 2020 au Festival REGARD.

## Synopsis
Cameron, sobre depuis cinq ans, se réveille difficilement à la suite d'une rechute et doit composer avec la lourde tâche d’annoncer sa bévue à son entourage, où il devra contempler les conséquences de son honnêteté.

## Fiche technique
- Titre original : Cake Day
- Réalisation et scénario : Phillip Thomas
- Direction de la photographie : Liam Mitchell
- Maquillage : Andrea Blunt et Shannon Reynolds
- Montage : Phillip Thomas
- Conception sonore : Eugenio Battaglia
- Direction artistique : Phillip Thomas
- Musique originale : Jeremy Wallace Maclean
- Production : Spencer Foley
- Société de production : SuperFan Pictures Productions
- Société de distribution : H264 Distribution
- Pays d'origine : Canada
- Langues originales : anglais
- Format : couleur - numérique
- Genre : drame
- Durée : 15 minutes

## Distribution
- Cameron Crosby : Cameron
- Steven Roberts : Bill
- Diana Lepine-Thomas : Mom
- Spencer Foley : Georgie
- Bradley Stryker : Blair
- Jeremy Wallace Maclean : Jerry
- John Duncan : Aren
- Joe Buffalo : Joe
- Blair Buchholz : Colin
- Koshiki Tanaka : Kosh

## Festivals et récompenses
Le film a été présenté en première mondiale au Festival REGARD en compétition pour le Grand Prix Canadien, Prix du Jury, Fipresci, Prix du Public et Prix de meilleur film jeunesse. Il a ensuite eu sa première américaine au LA Shorts le 1er octobre 2020.
- Nomination — Meilleur court-métrage -  Woodstock Film Festival, 2020 [3]
- Nomination — Best of Fest et Meilleur film étranger - LA Shorts Fest, 2020[2]
- Prix Meilleur court-métrage C-B — Vancouver International Film Festival, 2020[4]
- Nomination — Meilleur court-métrage - Festival FANTASIA, 2020[5]
- Nomination — Grand Prix du meilleur court-métrage - Flicker's Rhode Island International Film Festival, 2020
- Nomination — Meilleur court-métrage international - Miami Short Film Festival, 2020[6]
- Nomination — Meilleur court-métrage international - CineMagic Belfast, 2020
- Sélection officielle — Telefilm Canada, Not Short on Talent, Cannes, 2020